# Ecce Homo (Borja)
A borjai Ecce Homo egy 1930 körül készült hagyományos Krisztus-ábrázolás volt. Egy 2012-es amatőr restaurálási kísérlet után internetes mém lett belőle.

## Története
Elías García Martínez (1858–1934) spanyol festő, a zaragozai művészeti iskola professzora, 1930 körül festette a töviskoronás Jézust a borjai Santuario de Misericordia templom belső falára. A kép valószínűleg Guido Reni egyik festményének másolata volt, és nem volt különösebben értékes.
2012-re a freskó a nedvesség miatt erősen megkopott. A hitközség egyik tagja, az akkor 81 éves Cecilia Giménez elhatározta, hogy felújítja a művet. Az amatőr munka eredménye egy elnagyolt, majomszerű figura lett.
A freskó megcsúfolását 2012. augusztus 6-án fedezték fel. A hívők először azt hitték, hogy a kép rongálás áldozata lett, de Giménez saját bevallása szerint jóhiszeműen járt el. Az eredeti művész rokonai felháborodtak, és a kép helyrehozását követelték. A városi tanács úgy döntött, hogy eltávolítja a freskót.

## Hírnév
A felfedezést követő napokban a helyi újságok cikkezni kezdtek róla, majd augusztus 22-én több nemzetközi sajtóorgánum is felkapta a hírt. Rövid idő alatt internetes mém lett belőle: számos vicces kép és film készült róla, emberek ezrei keresték fel a templomot, és szuveníreket is kezdtek árulni. Felismerve a turizmusban rejlő lehetőséget, a városi tanács úgy döntött, hogy meghagyja a freskót, és belépődíjat kezdett szedni a látogatóktól. Négy év alatt 175 000, jórészt külföldi turista látogatta meg a várost. Cecilia Giménez saját kiállítást nyitott, és a turistaforgalom fellendülése révén keletkező haszonból is részesedést kapott.
2016-ban megalapították a freskónak dedikált látogatóközpontot és múzeumot. A mű továbbá egy operát és egy filmet is ihletett.
A magyar sajtóban a művet általában Bundás Jézus vagy Bundás Krisztus néven említik.

## Hasonló esetek
- Ugyancsak egy idős spanyol hívő egy XVII. századi Szent Mihály-szobrot próbált restaurálni, hasonló eredménnyel.[9]
- A villamartíni Martera középkori erődítmény a felújítás után betonkocka lett.[10]
- Egy kínai szentély Csing-dinasztia alatt készült freskója a restauráció után Disney-stílusú karikatúrához lett hasonló.[11]